# Mark Iuliano
Mark Iuliano (Cosenza, 1973. augusztus 12. –) olasz labdarúgó, jelenleg a San Genesio játékosa.

## Karrierje
Pályafutását a ma már csak az ötödosztályban szereplő Salernitanában kezdte 1990-ben. Az itt töltött időszak alatt kétszer is kölcsönadták, előbb a Bologna, majd a Monza csapatának. Visszatérése után stabil kezdő lett a Salernitanában, végül a csapat színeiben összesen 83 mérkőzést játszott, ezeken egy gólt szerzett.
1996-ban, jó teljesítményét látva leigazolta őt az akkor éppen fénykorát élő Juventus. Bemutatkozására 1996. szeptember 15-én, a Cagliari elleni győzelem alkalmával került sor. Később sikerült magának kiharcolni a kezdőcsapatbeli helyet, egészen az 1999-2000-es szezonig, amikor egy sérülés miatt csak húsz mérkőzésen léphetett pályára. Iuliano annak ellenére kapott rendszeres játéklehetőséget, hogy amíg a csapat tagja volt, olyan sztárok is szerepeltek a Juventusnál, mint a későbbi aranylabdás Fabio Cannavaro, Ciro Ferrara, Paolo Montero, Gianluca Pessotto vagy a világbajnok Lilian Thuram.
2005 januárjában több veterán játékossal együtt elszerződtek Torinóból. Montero hazatért Uruguayba, Ferrara a visszavonulás mellett döntött, míg Iuliano Spanyolországba, a Mallorcához szerződött. Iuliano teljes Juventus-karrierje során több, mint kétszáz bajnoki mérkőzést játszott. Ha csak a bajnoki mérkőzéseket vesszük figyelembe, ez a szám 187. Összesen hét bajnoki gólt jegyzett.
2005-től 2008-ig semelyik állomáshelyén nem töltött egy szezonnál többet. Mallorcán egy szezont, a Sampdoriánál fél évet, majd Messinában és Ravennában újabb egy-egy évet töltött. 2008-ban kokainbirtoklás miatt kétéves eltiltást kapott. Ekkor úgy döntött, visszavonul, azonban 2010-ben elfogadta a lombard regionális bajnokságban szereplő San Genesio Calcio ajánlatát. Eddigi mérkőzésein már-már középcsatári statisztikával rendelkezik, tizenöt mérkőzésen hétszer is betalált.
A nemzeti csapatban tizenkilencszer lépett pályára, egyetlen gólját Portugália ellen szerezte. Szerepelt a 2000-es Eb-n és a 2002-es vb-n is.

## Külső hivatkozások
- (olaszul) Válogatott statisztika Archiválva 2015. szeptember 24-i dátummal a Wayback Machine-ben